# Alejandro Bolaños
Alejandro Bolaños Correa (Madrid, 16 de mayo de 1971-Ibídem., 31 de agosto de 2018) fue un periodista español. Trabajó en la sección de Economía del diario español El País.

## Biografía
Nació en Madrid, donde sus padres procedentes de Huelva, se habían instalado por motivos laborales. Su padre Abilio era directivo en Telefónica, y su madre, Laura, licenciada en Historia en la Universidad hispalense, trabajó en diversos archivos y bibliotecas. El matrimonio tuvo tres hijos: Alejandro, Carlos y Javier.
Tras licenciarse en Ciencias Económicas en la Universidad Complutense de Madrid, se trasladó a Sevilla, donde trabajó durante una década en la delegación del diario El País en diversos campos informativos: economía, política, sucesos, sociedad. En 1997, se graduó en el máster en la Escuela de periodismo de El País. Aunque tenía preferencia por trabajar en la sección de Sociedad, acabó trabajando en 2008 en la sección de Economía, por su formación universitaria. Fue un destacado cronista de la crisis económica desatada tras la caída de Lehman Brothers, en 2008 y esta labor fue reconocida a través de varios premios que le fueron concedidos.
En 2018, se casó con la periodista Tereixa Constenla. Tienen una hija, Elba, nacida en 2009.
Falleció en el hospital Gregorio Marañón (Madrid), a causa de diversos procesos infecciosos, agravados por una recaída tumoral, provocados por un cáncer de páncreas que le había sido diagnosticado en 2016.

## Premios[4]
- Citi Journalistic Excellence Award (2011)
- Premio de Periodismo Jaume Vicens Vives de la Asociación Española de Historia Económica
- Premio de Periodismo Accenture (2012)